# Line of Duty
Line of Duty (ou Enquêtes internes au Québec) est une série télévisée britannique en 36 épisodes de 52 minutes créée par Jed Mercurio et diffusée entre le 26 juin 2012 et le 2 mai 2021 sur BBC Two et au Canada depuis le 8 juillet 2013 sur Super Channel.
En France, la série est diffusée depuis le 9 octobre 2014 sur France 4, , France Ô et sur Warner TV depuis le 12 mars 2020 , au Québec depuis le 18 avril 2015 sur ARTV et en Côte d'Ivoire depuis le 28 avril 2020 sur NCI.
Cette série est aussi diffusée sur la plate-forme gratuite de streaming et de vidéos à la demande Pluto TV.

## Synopsis
La brigade AC-12 s’occupe de l’anticorruption au sein de la police du centre de l'Angleterre. Chaque saison voit un couple de lieutenants de cette unité mener son enquête de terrain sur un cas.

## Distribution

### Acteurs principaux
- Martin Compston (VF : Donald Reignoux) : Steve Arnott
- Vicky McClure (VF : Sybille Tureau) : Kate Fleming
- Adrian Dunbar (VF : Marc Bretonnière) : Ted Hastings

- Craig Parkinson (VF : Cyrille Monge) : Matthew « Dot » Cottan (saisons 1 à 3)
- Lennie James (VF : Jean-Paul Pitolin) : Anthony « Tony » Gates (saison 1)
- Keeley Hawes (VF : Hélène Bizot) : Lindsay Denton (saisons 2 et 3)
- Daniel Mays (VF : Jean-Marco Montalto) : Danny Waldron (saison 3)
- Thandie Newton : Roseanne « Roz » Huntley (saison 4)
- Stephen Graham (VF : Olivier Chauvel) : John Corbett (saison 5)
- Kelly Macdonald (VF : Julie Turin) : Joanne Davidson (saison 6)

### Acteurs récurrents
- Neil Morrissey (en) (VF : Gabriel Le Doze) : Nigel Morton (saisons 1 à 3)
- Brian McCardie (en) : Tommy Hunter (saisons 1 et 2)
- Nigel Boyle (VF : Jerome Wiggins) : Ian Buckells (saisons 1 et 4)
- Paul Higgins (VF : Tony Joudrier) : Derek Hilton (saisons 1 et 4)
- Tony Pitts (en) : Lester Hargreaves (saisons 2 et 4)
- Polly Walker (VF : Nathalie Bienaimé) : Gill Biggeloe (saison 3 et 5)
- Maya Sondhi (en) (VF : Frédérique Marlot) : Maneet Bindra (saisons 3 à 5)
- Aiysha Hart (VF : Sarah Marot) : Sam Railston (saisons 3 à 5)
- Anneika Rose : PC/PS Farida Jatri (saisons 4 et 6)
- Amy De Bhrún (de) (VF : Rafaèle Moutier) : Stephanie Corbett (saisons 5 et 6)
- Anna Maxwell Martin : Commissaire Patricia Carmichael (saisons 5 et 6)

### Invités Saison 1
- Gina McKee (VF : Danièle Douet) : Jackie Laverty
- Claire Keelan (en) : Leah Janson
- Faraz Ayub (VF : Jonathan Amram) : Deepak Kapoor
- Kate Ashfield (VF : Odile Schmitt) : Jools Gates
- Owen Teale (VF : Antoine Tomé) : Philip Osborne
- Alison Lintott  (VF : Véronique Alycia) : Rita

### Invités Saison 2
- Sacha Dhawan (VF : Fabrice Lelyon) : Manish Prasad
- Christina Chong : Nicola Rogerson
- Charlotte Spencer (en) : Carly Kirk
- Jessica Raine (VF : Isabelle Volpé) : Georgia Trotman
- Liz White (VF : Sophie Baranes) : Jo Dwyer
- Mark Bonnar (VF : Jérôme Keen) : Mike Dryden
- Steve Toussaint (VF : Frantz Confiac) : Chef Mallick

### Invités Saison 3
- George Costigan (en) (VF : Mathieu Rivolier) : Patrick Fairbank
- Arsher Ali (en) (VF : Arnaud Romain) : Harinderpal « Hari » Bains
- Jonas Armstrong (VF : François Pacôme) : Joe Nash
- Leanne Best (en) (VF : Christine Pâris) : Jackie Brickford
- Lisa Palfrey (en) (VF : Françoise Rigal) : Inspecteur McAndrew
- Shaun Parkes : Terry Reynolds
- Will Mellor (en) (VF : Nicolas Beaucaire) : Rod Kennedy

### Invités Saison 4
- Claudia Jessie (VF : Jessie Lambotte) : Jodie Taylor
- Gaite Jansen : Hana Reznikova
- Jason Watkins (VF : Philippe Roullier) : Tim Ifield
- Lee Ingleby (VF : Jérôme Keen) : Nick Huntley
- Mark Stobbart : Neil Twyler
- Patrick Baladi (en) : Jimmy Lakewell
- Royce Pierreson : Jamie Desford
- Scott Reid (VF : Grégory Laisne) : Michael Farmer

### Invités Saison 5
- Sian Reese-Williams : Sergent Jane Cafferty
- Rochenda Sandall : Lisa McQueen
- Taj Atwal : PC Tatleen Sohota
- Susan Vidler : Det Supt Alison Powell
- Sian Reese-Williams : Sergent Jane Cafferty
- Jasmine Stewart (VF : Odile Schmitt) : Capitaine Cameron
- Richard Pepple : Sergent Kyle Ferringham
- Maanuv Thiara : Vihaan Malhotra
- Laura Elphinstone : DI Michelle Brandyce
- Natalie Gavin : Sergent Martina "Tina" Tranter

### Invités Saison 6
- Shalom Brune-Franklin : DC Chloe Bishop
- Perry Fitzpatrick : DS Chris Lomax
- Kwaku Fortune : DS Marks
- Sherise Blackman : PS Ruby Jones
- Tara Divina : PC Lisa Patel
- Andi Osho : Gail Vella
- Prasanna Puwanarajah : Nadaraja
- Sara Dylan : L'avocat de Boyle
- Kerri McLean : Deborah Devereux
- James Nesbitt : Marcus Thurwell
- Steve Oram : Le conseiller médical

- Version française
  - Société de doublage : Audiophase
  - Direction artistique : Georges Caudron
  - Adaptation des dialogues : NC

 Source et légende : version française (VF) sur RS Doublage

## Épisodes

### Première saison (2012)
La série débute après le meurtre d’un homme innocent par un commando antiterroriste. Le sergent Steve Arnott, incarné par Martin Compston, refuse alors de couvrir la bavure. Il est alors transféré dans la brigade AC12 dirigée par Ted Hastings. Cette unité s’occupe des affaires de corruption qui affectent l’image de la police auprès des concitoyens. L’inspecteur en chef Tony Gates, récemment gratifié d’une récompense annuelle, entre alors dans le collimateur des agents de l’unité spéciale. En cause, son taux de résolution élevé.
1. Dommage collatéral (A Disastrous Affair)
2. Un témoin gênant (The Assault)
3. Le Piège du mensonge (In the Trap)
4. Période de trouble (Terror)
5. Le Sursis (The Probation)

Réalisateurs : David Caffrey (épisodes 1 à 3) et Douglas Mackinnon (épisodes 4 et 5)

### Deuxième saison (2014)
Le 26 juillet 2012, la série a été renouvelée pour une deuxième saison de six épisodes, diffusée depuis le 12 février 2014.
Quand le transport d’un témoin sous protection est stoppé et que des policiers sont tués, les enquêteurs de l’unité anticorruption doivent enquêter pour découvrir si cela a été organisé en interne. La seule survivante de l’attaque, Lindsay Denton, devient alors la suspecte numéro 1.
1. Embuscade (The Ambush)
2. Morts accommodantes (Carly)
3. Derrière les barreaux (Behind Bars)
4. Jeux de pouvoir (Blood Money)
5. Aveux sanglants (Last Words)
6. Les morts ne parlent pas (The Caddy)

Réalisateurs : Douglas Mackinnon (épisodes 1 à 3) et Daniel Nettheim (épisodes 4 à 6)

### Troisième saison (2016)
Le 8 avril 2014, la série a été renouvelée pour deux saisons de six épisodes. Elle a été diffusée du 24 mars au 28 avril 2016.
Après une course-poursuite, un criminel présumé est abattu par Danny Waldron, membre des forces d'intervention. Son équipe le couvre mais l'AC-12 décide d'enquêter. Parallèlement, Lindsay Denton demande sa remise en liberté.
1. Homicide involontaire (Monsters)
2. Faux témoignage (The Process)
3. Secrets bien gardés (Snake Pit)
4. Intimidation (Negative Pressure)
5. Intuition (The List)
6. Changement de cible (Breach)

Réalisateurs : Michael Keillor (épisodes 1 à 3) et John Strickland (épisodes 4 à 6)

### Quatrième saison (2017)
La saison a été diffusée du 26 mars au 30 avril 2017, dorénavant sur BBC One.
À la suite de l'arrestation d'un tueur en série présumé, l'AC-12 s'interroge sur l'intégrité du capitaine Roz Huntley qui pourrait avoir piégé un innocent pour classer l'enquête.
1. Impasse (In the Shadow of the Truth)
2. Qui sème le vent… (Who Sows the Wind)
3. Le Suspect idéal (In the Trap)
4. Au cœur du tourment (Moral Superiority)
5. Mensonges (Lying Nest)
6. Erreur sur la personne (Royal Hunting Ground)

Réalisateurs : Jed Mercurio (épisodes 1 et 2) et John Strickland (épisodes 3 à 6)

### Cinquième saison (2019)
Le 6 mai 2016, une cinquième saison a été commandée. Le tournage a commencé en septembre 2018 pour une diffusion du 31 mars au 5 mai 2019.
Un convoi transportant de la drogue et des armes, et escorté par des policiers, est victime d'un braquage mortel dans les rangs des forces de l'ordre. Les criminels ont nécessairement obtenu des informations de la part d'une taupe. L'équipe de l'AC-12 découvre qu'un policier sous couverture fait partie des braqueurs mais a cessé toute communication avec sa hiérarchie depuis plusieurs mois.
1. Persona non grata
2. La Taupe
3. Infiltration
4. Tensions
5. Des liens troublants
6. Le Dilemme

Réalisateurs : John Strickland (épisodes 1 à 4) et Susan Tully (épisodes 5 et 6)

### Sixième saison (2021)
Le 5 mai 2017, une sixième saison a été commandée.
L'AC-12 enquête sur l'inspecteur-chef Joanne Davidson, à la tête d'une brigade incluant Kate Fleming et enquêtant sur le meurtre d'une journaliste d'investigation.
Les épisodes, sans titre, sont numérotés de un à sept.
Réalisateurs : Daniel Nettheim (épisodes 1 et 2), Gareth Bryn (épisodes 3 et 4) et Jennie Darnell (épisodes 5, 6 et 7)